# Hylopezus fulviventris
Pita-formigueira-de-loros-brancos ou torom-de-loro-branco (Hylopezus fulviventris) é uma espécie de ave da família Formicariidae.
Pode ser encontrada nos seguintes países: Colômbia, Equador e Peru.
Os seus habitats naturais são:  e florestas secundárias altamente degradadas.